# 8034 Akka
8034 Akka este o planetă minoră (asteroid) din Asteroid Amor. A fost descoperită pe 3 iunie 1992 la Observatorul Palomar de Carolyn S. Shoemaker și a fost numită după Akka⁠(d). 
Obiectul prezintă o orbită caracterizată de o semiaxă mare de 1,8299032 UAi, o excentricitate de 0,4097, o înclinație de 2,024 ° în raport cu ecliptica.